# U-Bahnhof Moscavide

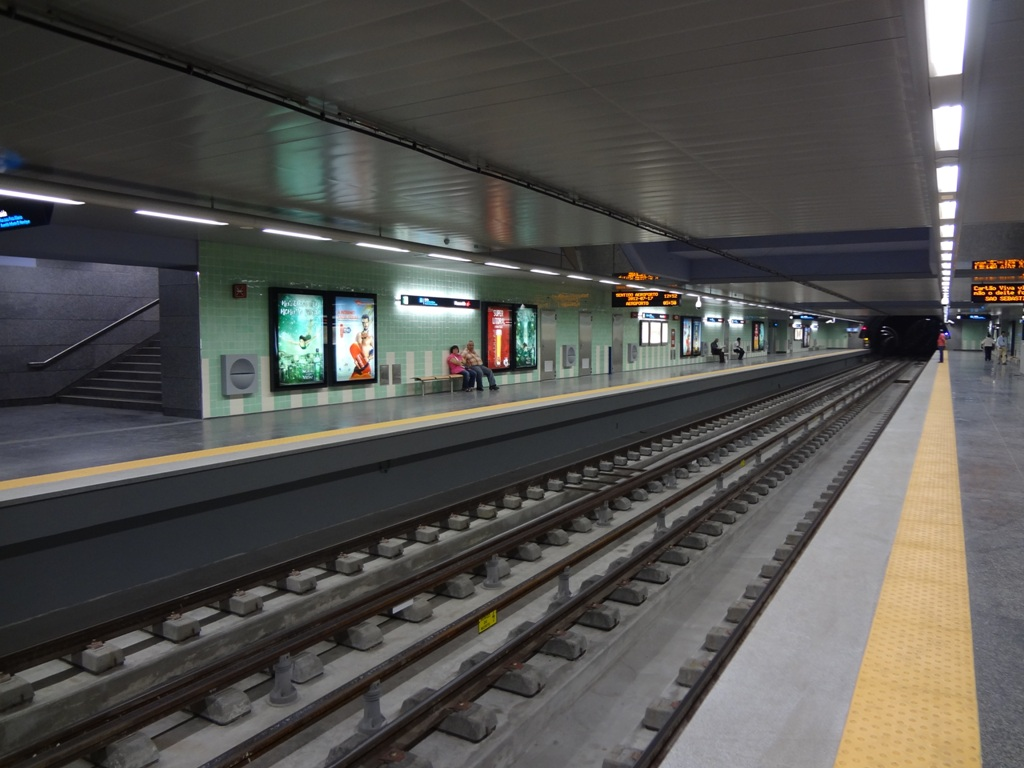
U-Bahnhof Moscavide

Moscavide ist ein U-Bahnhof der Linha Vermelha der Metro Lissabon, des U-Bahn-Netzes der portugiesischen Hauptstadt. Der Bahnhof befindet sich unterhalb der Rua João Pinto Ribeiro, unmittelbar an der Stadtgrenze zwischen der Lissabonner Stadtgemeinde Olivais und der Freguesia Moscavide (Kreis Loures), deren Namen er trägt. Die Nachbarbahnhöfe sind Oriente und Encarnação.
Den U-Bahnhof entwarf der Architekt Manuel Bastos, der sich aus Kostengründen auch für die Bahnhofsgestaltung verantwortlich zeigte. Der Bahnsteig erhielt, wie üblich, zwei 105 Meter lange Seitenbahnsteige. Von beiden Bahnsteigen führen jeweils beziehungsweise ein Aufzug über zwei Zwischengeschosse ins Hauptzwischengeschoss, wo sich die Zugangssperren und Fahrkartenschalter befinden. Vom Hauptzwischengeschoss führen ein Ausgang in Richtung und einer in Richtung Süden. Bei der Ausgestaltung wählte Bastos zwei verschiedene Steine aus der Serra de Monchique: Amaciado, einen glatten, matten Stein für die Fußbodenbeläge, und Flamejado, einen geriffelten, faltigen Stein, für die Wände und Säulen. Im Bahnhof dominieren die Farben weiß und blau.
Der U-Bahnhof ging am 17. Juli 2012 mit Eröffnung der nördlichen Verlängerung der Linha Vermelha zwischen dem Bahnhof Oriente und dem Flughafen Portela in Betrieb.

## Verlauf
Am U-Bahnhof bestehen Umsteigemöglichkeiten zu den Buslinien der Carris.
| Linie | Verlauf |
| ----- | --- |
|       | Aeroporto – Encarnação – Moscavide – Oriente – Cabo Ruivo – Olivais – Chelas – Bela Vista – Olaias – Alameda – Saldanha – São Sebastião |